# هنري كيسلر
هنري كيسلر (بالإنجليزية: Henry Kessler)‏ هو لاعب كرة قاعدة أمريكي، ولد في 1847 في نيويورك في الولايات المتحدة، وتوفي في 9 يناير 1900 في فرانكلين في الولايات المتحدة.

## وصلات خارجية
- هنري كيسلر على موقعبيزبول رفرنس.كوم (الدوري الرئيسي) (الإنجليزية)
- هنري كيسلر على موقعبيزبول رفرنس.كوم (الدوري الثانوي) (الإنجليزية)